# Hanhijärvi (sjö i Finland, Södra Karelen)
Hanhijärvi är en sjö i Finland. Den ligger i kommunen Villmanstrand i landskapet Södra Karelen, i den södra delen av landet, 200 km nordost om huvudstaden Helsingfors. Hanhijärvi ligger 59,3 meter över havet. Arean är 2,51 kvadratkilometer och strandlinjen är 13,66 kilometer lång. Sjön  ingår i Hounijokis huvudavrinningsområde.   I omgivningarna runt Hanhijärvi växer i huvudsak blandskog.
I övrigt finns följande i Hanhijärvi:
- Koivusaari (en ö)
- Mäntysaari (en ö)
- Vuorisaari (en ö)